# John Gilbert (monteur)
Pour les articles homonymes, voir John Gilbert et Gilbert.
John Gilbert est un monteur originaire de Nouvelle-Zélande.

## Biographie
John Gilbert a abandonné ses études universitaires d'histoire et anthropologie après avoir travaillé à la National Film Unit (en). Il commence à travailler en tant qu'assistant-monteur et monteur à Television New Zealand. Il travaille un temps en indépendant comme assistant-monteur et monteur son. Le premier long-métrage sur lequel il travaille est Crush d'Alison Maclean (en) en 1992.
Il a participé au montage de La Communauté de l'anneau, premier film de la trilogie cinématographique de Peter Jackson adaptée du roman Le Seigneur des anneaux de J. R. R. Tolkien et sortie entre 2001 et 2003. Il a reçu pour ce travail le prix Satellite de meilleur montage, et a été sélectionné pour l'Oscar du meilleur montage, le prix de la British Academy du meilleur montage, et le prix Eddie décerné par l'ACE dont il est membre.
Il a également reçu deux prix aux New Zealand Film and Television Awards, en 1998 pour le film Via Satellite et en 2005 pour Burt Munro.

## Filmographie

### Cinéma

#### Longs métrages
- 1992 : Crush (Crush) d'Alison Maclean (en)
- 1993 : Jack Be Nimble (en) de Garth Maxwell
- 1994 : Loaded d'Anna Campion
- 1996 : Chicken de Grant Lahood
- 1997 : Aberration (Aberration) de Tim Boxell
- 1998 : Via Satellite d'Anthony McCarten
- 1998 : Richie Rich : Meilleurs Vœux (Richie Rich's Christmas Wish)
- 2001 : Le Seigneur des anneaux : La Communauté de l'anneau (The Lord of the Rings: The Fellowship of the Ring) de Peter Jackson
- 2003 : Perfect Strangers (en) de Gaylene Preston
- 2005 : Burt Munro (The World's Fastest Indian) de Roger Donaldson
- 2007 : Le Secret de Terabithia (Bridge to Terabithia) de Gábor Csupó
- 2008 : Braquage à l'anglaise (The Bank Job) de Roger Donaldson
- 2008 : Show of Hands d'Anthony McCarten
- 2010 : College Rock Stars (Bandslam) de Todd Graff
- 2010 : Matariki (en) de Michael Bennett (en)
- 2011 : Blitz de Elliott Lester
- 2011 : Killer Elite de Gary McKendry
- 2012 : Chasing Mavericks de Michael Apted et Curtis Hanson
- 2014 : The November Man de Roger Donaldson
- 2016 : Tu ne tueras point (Hacksaw Ridge) de Mel Gibson
- 2017 : 6 days de Toa Fraser
- 2017 : Kiwi Christmas de Tony Simpson
- 2018 : À la dérive (Adrift) de Baltasar Kormákur
- 2019 : The Professor and the Madman de Farhad Safinia
- 2022 : 355 (The 355) de Simon Kinberg
- 2022 : The King's Daughter de Sean McNamara
- 2024 : La Demoiselle et le Dragon (Damsel) de Juan Carlos Fresnadillo

#### Courts métrages
- 1989 : The Lounge Bar de Don McGlashan (en) et Harry Sinclair (en)
- 1989 : Snail's Pace de Grant Lahood
- 1996 : Siren d'Annie Bracewell
- 1998 : The Murder House de Warrick Attewell
- 2004 : Kerosene Creek de Michael Bennett (en)
- 2018 : Daniel de Claire Van Beek

#### Documentaires
- 1990 : Miles Turns 21
- 1996 : In the Shadow of King Lear de Warrick Attewell
- 1999 : Punitive Damage d'Annie Goldson

### Télévision

#### Téléfilms
- 1987 : The Haunting of Barney Palmer de Yvonne Mackay
- 1995 : Swimming Lessons de Steve La Hood
- 1996 : Return to Treasure Island de Steve La Hood
- 1997 : One Man's Poison de Dave Gibson
- 1998 : The Chosen de Maxine Fleming, James Griffin et Gavin Strawhan

#### Séries télévisées
- 1989 : Ray Bradbury présente (The Ray Bradbury Theater) (5 épisodes)
- 1992-1993 : Monkey House
- 1994 : Surfers détectives (épisode Let Us Prey)
- 1997 : Duggan
- 1998 : The Legend of William Tell(4 épisodes)
- 2000 : Street Legal (en) (épisode Hit and Run)
- 2003 : Willy Nilly
- 2004 : Serial Killers
- 2006 : The Lost Children (13 épisodes)

## Distinctions

### Récompenses
- 2016 : Festival du Film de Hollywood : prix du Meilleur Montage pour Tu ne tueras point[3].
- Oscars 2017 : Meilleur montage pour Tu ne tueras point
- British Academy Film Awards 2017 : Meilleur montage pour Tu ne tueras point

## Sources
1. ↑  (en) « The Lord of the Rings: Film Trilogy Production Notes », page du site de l'éditeur Houghton Mifflin, consultée le 25 mars 2011.
2. ↑  Liste des membres de l'American Cinema Editors, consultée le 25 mars 2011.
3. ↑  (en-US) « 2016 Honorees | Hollywood Film Awards », Hollywood Film Awards,‎ 2016 (lire en ligne, consulté le 8 novembre 2016)